# Картіньї (Женева)
Картіньї (фр. Cartigny) — громада  в Швейцарії в кантоні Женева.

## Географія
Громада розташована на відстані близько 140 км на південний захід від Берна, 11 км на захід від Женеви.
Картіньї має площу 4,4 км², з яких на 11,3% дозволяється будівництво (житлове та будівництво доріг), 55,1% використовуються в сільськогосподарських цілях, 28,8% зайнято лісами, 4,8% не є продуктивними (річки, льодовики або гори).

## Демографія
2019 року в громаді мешкало 986 осіб (+15,9% порівняно з 2010 роком), іноземців було 21,6%. Густота населення становила 225 осіб/км².
За віковим діапазоном населення розподілялося таким чином: 25,7% — особи молодші 20 років, 57,8% — особи у віці 20—64 років, 16,5% — особи у віці 65 років та старші. Було 341 помешкань (у середньому 2,9 особи в помешканні).
Із загальної кількості 236 працюючих 28 було зайнятих в первинному секторі, 32 — в обробній промисловості, 176 — в галузі послуг.